# Методи збору соціологічної інформації
Збір соціологічної інформації — важливий та трудомісткий процес в соціологічному дослідженні. У своїй практиці соціологи використовують різноманітні методи — від найпоширенішого анкетування до складнішого експерименту.

## Аналіз документів
Термін «документ» у соціології трактується як матеріальний об'єкт, що містить у зафіксованому вигляді інформацію про факти, події, явища об'єктивної дійсності та про діяльність людини і спеціально призначений для її передачі в часі і просторі.
Цінність документальних джерел для соціологічного дослідження і необхідність їх використання зумовлюються передусім тим, що потоки документальної інформації пронизують усі сфери життєдіяльності сучасного суспільства, характеризують соціальні процеси на різних рівнях дослідження, їх динаміку, свідомість людей, види, зміст і результати їхньої діяльності.
Соціологічна інформація, яку містять документи, іноді дублює дані, одержані іншими методами (опитування, спостереження). Тоді вона стає засобом для перевірки і контролю їхньої дійсності.
Аналіз документів дає соціологу можливість побачити важливі сторони соціальної дійсності, допомагає виявити норми і цінності, притаманні суспільству, одержати відомості, необхідні для опису тих або інших соціальних структур і систем, простежити динаміку взаємодії між різними соціальними групами і окремими людьми.
Щоб добре орієнтуватися в багатоманітності документів, перш за все необхідна їх класифікація, підвалиною якої слугує форма, в якій той або інший документ фіксує вміщену в ньому інформацію.
Від форми, в якій зафіксована інформація, залежить цілі його використання і методи аналізу.
1. За формою фіксації інформації документи діляться на:
- письмові документи (в них відомості подаються у формі тексту);
- статистичні дані (цифрова форма викладу):
- іконографічна документація (кіно-відео-фотодокументація, картини);
- фонетичні документи (аудіозаписи).

Письмові документи — найпоширеніший вид документації. Джерелами цього типу документів для соціолога є: державні і центральні архіви, архіви організацій і установ, підприємств, фірм, архіви емпіричних даних в машинописній формі, в тому числі, INTERNET, наукові публікації, преса, особистісні документи (листи, автобіографії, мемуари, щоденники, промови тощо).
Існують і інші способи класифікації документів. За статусом джерела документи ділять на офіційні і неофіційні. З точки зору спонтанності появи документи ділять на мимовільні (створені незалежно від дослідника); задані (створені спеціально на прохання дослідника). За ступенем опосередкованості виділяють первинні і вторинні документи — одні створені на основі безпосереднього досвіду автора, другі — на базі узагальнення первинних документів. За критерієм авторства документи класифікують на індивідуальні, створені одним автором, і колективні, створені декількома авторами, групою.
В соціологічних дослідженнях найпоширенішими є традиційний (класичний) і формалізований (якісно-кількісний) метод аналізу документів. Саме під традиційним, класичним аналізом розуміється вся багатоманітність розумових операцій, спрямованих на інтеграцію відомостей, що містяться в документі з певної точки зору, застосованого дослідником в кожному конкретному випадку. Традиційний аналіз документів дає можливість соціологу дати свою інтерпретацію змісту документа, проникнути в сутність явища, що вивчається, виявити логічні зв'язки і протиріччя між ними, оцінити ці явища і факти з певних дослідницьких позицій.
Бажання позбутися суб'єктивності традиційного аналізу обумовило появу принципово нового, формалізованого методу аналізу документів, який одержав назву «контент-аналіз». Контент-аналіз, або науковий аналіз змісту тексту (документа), — це метод дослідження, який застосовується в різних гуманітарних дисциплінах. Але розвиток цього методу переважно пов'язаний з соціологічними дослідженнями ЗМІ. З часом метод контент-аналізу став застосовуватися і при вивченні інших галузей соціальної реальності, іншого типу документів, зокрема, невербальних, іконографічних (портрети, фотографії тощо), а також відповідей на відкриті запитання соціологічної анкети. Цей метод дуже часто використовується різними спецслужбами: до 80 відсотків таємної інформації здобуваються за його допомогою і зараз.
Суть цього методу зводиться до того, щоб знайти такі ознаки, риси, властивості документа (наприклад, частота вживання певних термінів), які з необхідністю віддзеркалювали б певні суттєві сторони змісту. Тоді зміст документа стає вимірюваним, доступним точним обчислювальним операціям. Разом з тим обмеженість контент-аналізу полягає в тому, що далеко не все багатство змісту документа може бути виміряне за допомогою формальних (кількісних) показників.
Для здійснення контент-аналізу соціологу треба мати такі документи:
- таблицю контент-аналізу;
- інструкцію кодувальника;
- кодувальну картку.

Таблиця контент-аналізу містить список категорій і підкатегорій і присвоєні їм коди.
Інструкція кодування містить опис одиниць аналізу і рахунку, в ній закладені правила кодування, обумовлюються можливі труднощі. Реєстрація одиниць аналізу здійснюється в спеціальних таблицях, кодувальник картках. Останні включають всі класифікаційні одиниці — категорії і підкатегорії. Одиниці аналізу, виявлені в документі, фіксуються у відповідних графах кодувальної картки.
В контент-аналізі передбачається своя вибірка. Масив документів, об'єднаних загальною ознакою, представляє генеральну сукупність, яка має бути вивчена. Якщо перед аналітиком-соціологом стоїть завдання провести контент-аналіз кампаній по виборах президента України, то в межі генеральної сукупності треба включити всі документи, які опубліковані у зв'язку з виборами з моменту початку кампанії до її завершення.
Для формування вибіркової сукупності документів для контент-аналізу зазвичай використовують суцільний і випадковий відбір. Щодо застосування скерованого типу відбору, то він виключається через відсутність даних про розподіл в генеральній сукупності документів.
Робота з документами вимагає від соціолога крім спеціальних знань великої винахідливості, вона завжди є дослідницьким пошуком.

## Анкетування
Серед розповсюджених методів опитування респондентів важливе місце займає метод анкетного опитування. Надзвичайна популярність цього методу пояснюється різноманітністю і якістю соціологічної інформації, яку можна одержати за його допомогою. Цей метод засновується на висловлюваннях окремих осіб і проводиться з метою виявлення найтонших нюансів в думках респондентів.
Анкета, як правило, починається з преамбули — звернення до респондента. В ньому вказується, хто проводить дослідження, описується мета дослідження, характер використання результатів, підкреслюється анонімний характер, спосіб заповнення анкети, а також висловлюється подяка (вона можлива і в кінці анкети) за участь в анкетуванні. Далі йде основна частина анкети, яка містить блоки запитань до опитуваних, і третя частина — паспортичка, в якій представлені відомості про опитуваних (стать, вік, освіта, місце мешкання, соціальний стан і т. д.).
За способом розповсюдження анкет опитування поділяються на:
- роздаткові — коли анкетер особисто вручає анкету і чекає, поки вона заповнюється, і тут же одержує її — очне роздаткове опитування, або одержує заповнену анкету через декілька днів — заочне роздавальне опитування;
- поштове — анкета висилається і одержується поштою за попередньою домовленістю або без неї;
- пресове — анкету пропонують заповнити читачеві газети чи журналу і надіслати в редакцію;
- інтернет — опитування — (за цим способом розповсюдження і збір анкети здійснюється через електронний зв'язок).

За типом дослідницьких завдань опитування бувають:
- стандартизоване — націлене на одержання статистичної інформації;
- фокусоване — збираються дані за умов конкретної ситуації;
- глибинне — спрямоване на одержання пошукової інформації. За рівнем компетентності респондентів розрізняють:
- масове опитування (думка неспеціалістів з тої чи іншої теми);
- масове опитування у співробітництві з дослідником (передбачає інформаційну допомогу респонденту з боку анкетера в осмисленні ситуації, що аналізується);
- симптоматичне опитування (достатнє знання у респондента загальної інформації без глибокого осмислення цілей і завдань дослідження);
- експертне опитування (опитування спеціалістів з проблеми, що вивчається).

## Соціометрія
Соціометричний метод — це метод опитування, націлений на виявлення міжособистісних відносин шляхом фіксації взаємних почуттів симпатії і неприязні серед членів групи (наприклад, студентської групи).
Наявність анкети-питальника, характер її заповнення, вимоги до контакту з опитуваним — ці та деякі інші ознаки дають підставу вважати соціометричний метод, попри наявність відмінних рис, одним із видів опитування. Його особливість та відмінність від інших традиційних методів опитування (анкетного і інтерв'ю) полягає у цілеспрямованій орієнтації дослідження особливостей міжособистісних відносин в малих групах.

## Інтерв'ю
Достатньо розповсюдженою формою соціологічних опитувань є інтерв'ю (англ. Interview). Найхарактерніша його особливість як специфічного виду опитування полягає в тому, що інтерв'юер (той, хто опитує) і респондент (той, кого опитують) зводяться обличчям в обличчя, що інформація, яка цікавить дослідника, міститься у відповідях індивіда на задане йому в усній формі запитаннях.
Інтерв'ю — це метод одержання необхідної інформації шляхом безпосередньої цілеспрямованої бесіди інтерв'юера з респондентом. Напрям бесіди визначається тією проблемою, яка цікавить інтерв'юера і є предметом прикладного соціологічного дослідження.
Види інтерв'ю:
- вільне інтерв'ю, коли, як правило, немає плану і завчасно сформульованих запитань.
- глибинне інтерв'ю має за мету отримати інформацію, яка засвідчує не лише наявність того чи іншого соціального факту, явища, але й пояснює причини появи даних фактів, явищ;
- фокусоване спрямоване інтерв'ю — вивчення громадської думки відносно конкретної події, факту, ситуації;
- стандартизоване (формалізоване) інтерв'ю, коли формулювання запитань, їх порядок, кількість і перелік можливих альтернативних відповідей, їх кодування і форма запису передбачаються заздалегідь і суворо фіксуються в своїй одноманітності.

## Спостереження
Спостереження як метод збирання соціологічної інформації не можна віднести до специфічних методів соціології. Остання запозичила його ще з часів перших соціологів із раніше сформованих галузей емпіричного знання і в кінцевому рахунку із природничих наук. В соціологічно-природничому симбіозі спостереження можна в першому наближенні визначити як планомірне цілеспрямоване сприйняття явищ, результати якого в тій або іншій формі фіксуються дослідником і потім перевіряються.
При цьому збирається і фіксується за допомогою технічних приладів (кінокамера, фотоапарат, магнітофон, телевізійна та інша техніка) лише та інформація, яка може бути використана для опису, а потім і пояснення проблемної ситуації, яка досліджується.
Розрізняють також відкрите спостереження, яке характеризується тим, що членам досліджуваної групи факт спостереження за ними відомий, від групи він не приховується, і спостереження інкогніто, коли члени спостережної групи не підозрюють, що за ними ведеться спостереження.
Можна також виділити спостереження:
- нестандартизоване, у якого немає чіткого плану дій, приписуваних ззовні;
- стандартизоване, у якого є чітко фіксовані приписи відносно предмета і процедури спостереження. Кожний вид (тип) спостереження має свої позитивні і негативні сторони.

Як основний метод збирання первинної інформації метод спостереження є досить ефективним в монографічних дослідженнях, тобто дослідженнях окремого випадку, а також в дослідженнях, які не вимагають великого обсягу вибірки.

## Експеримент
Експеримент — це загальнонауковий метод одержання в контролюючих і управляючих умовах нового знання. В соціологію він прийшов із галузі наук про природу. Точиться низка дискусій про можливості проведення соціологічних експериментів, їх- етичність. Саме через ці причини проведення експерименту поставлене в жорсткі рамки.